# Czagány család
A bajmóczi Czagány család régi volt magyar nemesi család, mely a Felvidéken és a Jászkun kerületben volt birtokos.
Czagány Antal 1659. április. 30-án I. Lipót királytól kapott címeres nemeslevelet, melyet Trencsén vármegyében hirdettek ki. Címer: Jobbról kétszer harántolt pajzs, a felső és alsó kék sávban két hatágú arany csillag ragyog, a középső vörös sávban futó leopárd. Sisakdísz: arany koronából kiemelkedő két ezüst-vörös pettyes sasszárny közrefogja az ágaskodó leopárdot. Takarók: jobbról arany-kék, balról ezüst-vörös.
A család másik ágából Czagány Mihály, az érseki uradalom provizora, neje, Ivachnófalvi Rády Éva, leányai Ludmilla és Éva s testvérei Jakab és Illés 1688. május 13-án szintén I. Lipóttól nyertek armálist, melyet Újgalgócon, Nyitra vármegyében hirdettek ki. Címer: Balról harántolt pajzs felső jobb oldali kék mezejében jobbról szikla, balról virágzó pálma ág, bal oldali alsó ezüst mezejében zöld téren fél lábon álló daru, felemelt lábában kavicsot, csőrében kígyót tart. Sisakdísz: a címerben leírt daru. Takarók: jobbról arany-kék, balról ezüst-vörös.
Az 1731. évi Nyitra vármegyei összeíráskor és az 1754/55 évi országos nemesi összeíráskor Nyitra vármegye igazolta a Privigyén lakó Czagány György nemességét, ki bemutatta az armálist és tanúk vallomásával bizonyította, hogy a társszerző Jakab fia.
Czagány Sámuel 1755-ben Nógrád vármegyében mint jövevény az invesztigálandó nemesek sorában állt. Nemessége végül igazolást nyert.
1728-ban Praznóvszky Ferenc neje, Czagány Éva, több Czagány családbeli rokonaival Pozsony vármegyei Barakony, Kajal, és Gány helységbeli birtokok miatt Pásztory Imre, Pásztory Zsigmondnak fia ellen tiltakozik.[pontosabban?]
A család alföldi ága Kiskunhalas környékén volt birtokos, és a Mákos melléknevet viselte. 